# Гуреева, Лидия Васильевна
Лидия Васильевна Гуреева (25 мая 1940) — передовик советского сельского хозяйства, бригадир животноводства совхоза «Коммунар» Суздальского района Владимирской области, полный кавалер ордена Трудовой Славы (1986).

## Биография
Родилась в 1940 году в селе Якиманское Суздальского района Ивановской, ныне Владимирской области в крестьянской русской семье. Завершила обучение в средней школе в селе Спасское-Городище, обучалась в Камешковском сельскохозяйственном техникуме.
Работать начала в 1961 году, стала заведующей животноводством колхоза "Большевик" Владимирского района, через год назначена зоотехником. В 1963 году вступила в КПСС.
С 1964 по 1965 годы работала инспектором Владимирского областного управления сельского хозяйства. В 1965 направлена на работу в Судогодское управление сельского хозяйства, здесь проработала всего несколько месяцев. С 1966 по 1967 годы работала лаборантом областной племенной станции. В июне 1967 года начала работать зоотехником, а с 1971 года бригадиром животноводов совхоза "Коммунар" Суздальского района. В 1975 году получила высшее образование, завершив обучение в Ивановском сельскохозяйственном институте. За время работы в совхозе показала себя как грамотный инициативный специалист способный к достижению высоких производственных результатов.
Указом Президиума Верховного Совета СССР от 23 декабря 1976 года была награждена орденом Трудовой Славы III степени.
Указом Президиума Верховного Совета СССР от 12 марта 1982 года была награждена орденом Трудовой Славы II степени.
В 11-й пятилетки её коллектив достиг высоких показателей по производству продукции животноводства. Молока было произведено 102,3%, среднегодовой надой от коровы составил 4510 килограммов.
"За успехи, достигнутые в выполнении заданий 11-й пятилетки и социалистических обязательств по производству и переработки сельскохозяйственной продукции" указом Президиума Верховного Совета СССР от 29 августа 1986 года Лидия Васильевна Гуреева была награждена орденом Трудовой Славы I степени. Стала полным кавалером Ордена Трудовой Славы.
В 1996 году стала главным зоотехником совхоза. С 2002 года находится на пенсии.
Проживает в городе Владимире. Занимается активной общественной деятельностью, является членом президиума Владимирского областного Совета ветеранов.  

## Награды и звания
- Орден Трудовой Славы I степени (29.08.1986);
- Орден Трудовой Славы II степени (12.03.1982);
- Орден Трудовой Славы III степени (23.12.1976);
- медали.